# Església parroquial de l'Assumpció (Carcaixent)
L'església parroquial de l'Assumpció de Carcaixent, sub invocatione Assumptionis Beatae Mariae Virginis, com era costum al S. XIII, és el temple catòlic més important d'aquesta localitat, situada a la Ribera Alta del País Valencià. Està inscrita en l'Inventari General del Patrimoni Cultural Valencià per la comarca de la Ribera Alta i declarada com a Bé Immoble de Rellevància Local (BRL), segons la Disposició Addicional Quinta de la Llei 5/2007, de 9 de febrer, de la Generalitat Valenciana, de modificació de la Llei 4/1998, d'11 de juny, del Patrimoni Cultural Valencià (DOCV Núm. 5.449 / 13.02.2007)
La construcció del campanar està documentada el 1585. Els germans Tocornal realitzaren un nou terrat i un remat l'any 1604, però un terratrèmol obligà a refer-lo. Posteriorment, el 1911, es va elevar la torre.

## Detalls constructius

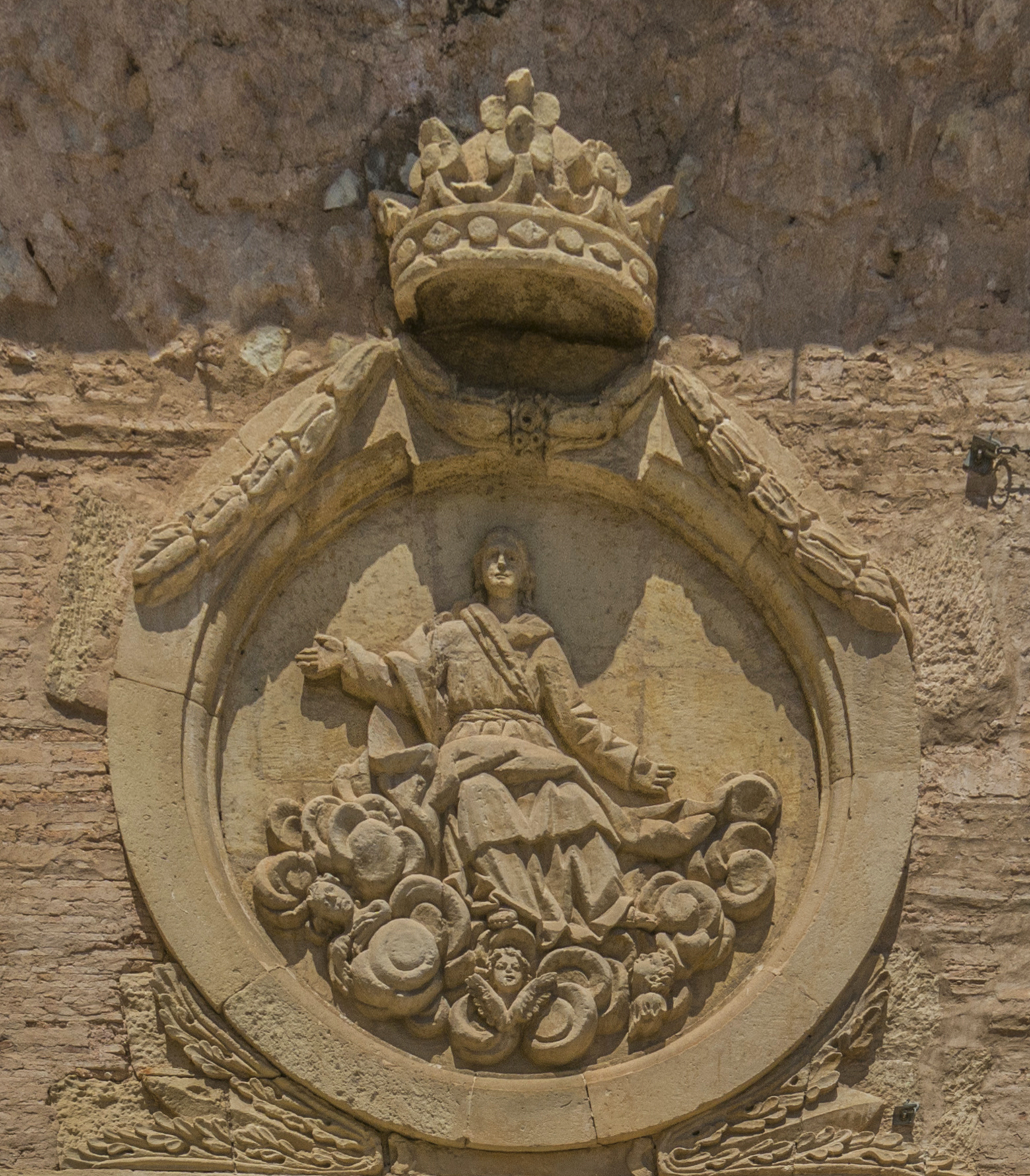
Detall de la façana.
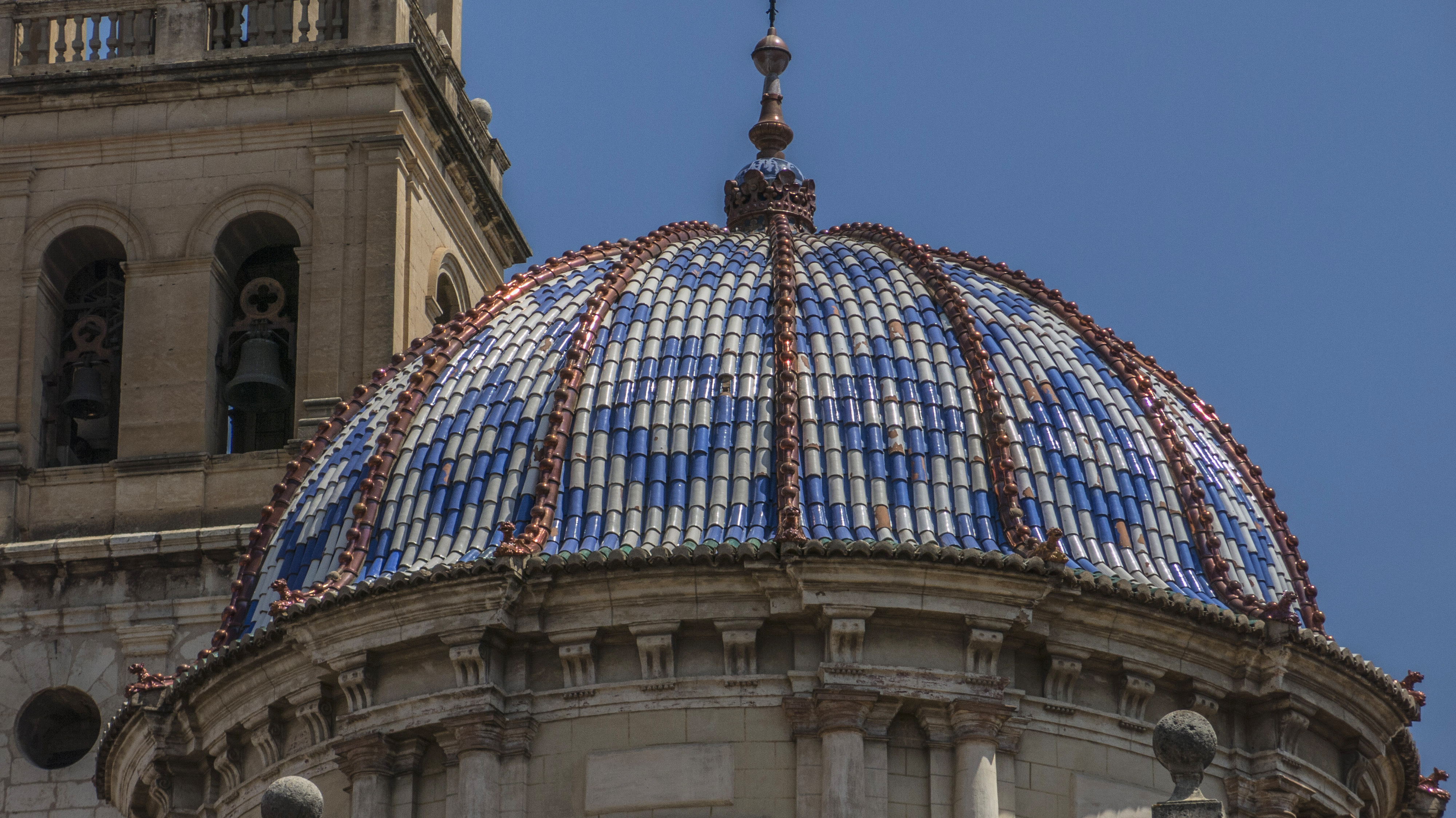
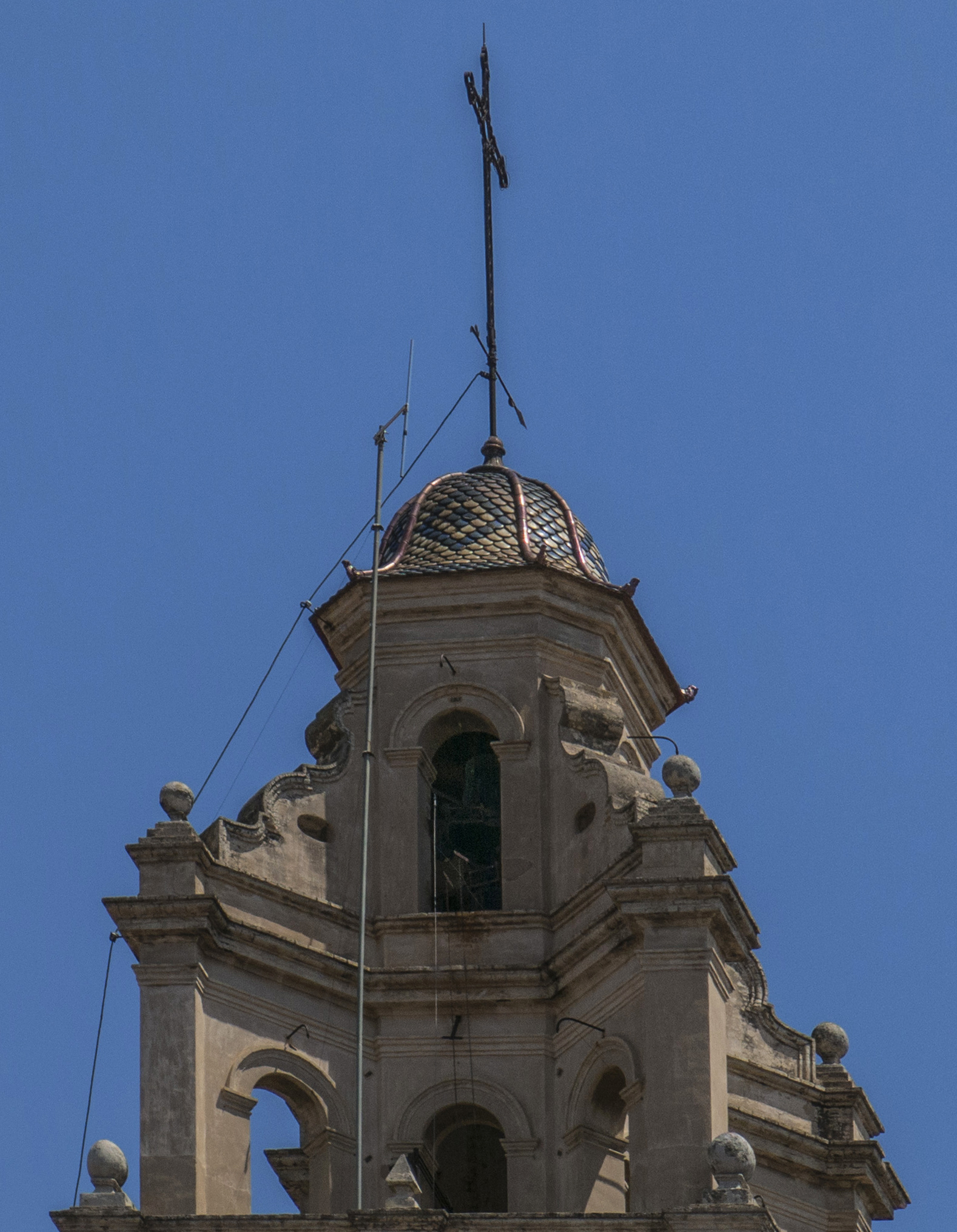
Detall del campanar.